# Paweł Belke
Paweł Belke (ur. 28 czerwca 1890, zm. ?) − handlowiec, działacz społeczny, prezydent miasta Częstochowy we wrześniu 1939 roku.

## Życiorys
Paweł Belke urodził się 28 czerwca 1890 roku w Piotrkowie Trybunalskim jako syn Gustawa Gotlieba Bölke i Pauliny z d. Seider.
Pracował jako właściciel kilku kolejnych sklepów w Częstochowie, był także zaangażowany w działalność miejscowej społeczności ewangelicko-augsburskiej. W latach 1929–1939 był przewodniczącym Związku Polskiej Młodzieży Ewangelickiej, członkiem zarządu Towarzystwa Opieki nad Zwierzętami i częstochowskiego PCK.
Po zajęciu miasta przez Niemców 3 września 1939 roku został wyznaczony przez okupantów na wiceprezydenta, jeszcze tego samego dnia zaś na prezydenta miasta. Do wyboru doszło, gdy dowódca zdobywającego miasta oddziału zażądał wezwania prezydenta. Z braku wymienionych osób stawili się dwaj ławnicy, którzy o tłumaczenie poprosili spotkanego na ulicy Belkego. Po wkroczeniu niemieckich władz cywilnych zastąpił go Niemiec z Rzeszy, Niklasch.
W okresie sprawowania funkcji polskiego burmistrza przez Stanisława Rybickiego Belke współpracował z nim, Rybicki zaś utrzymywał kontakt z polską konspiracją. W okresie wojny był też zarządcą komisarycznym kilku częstochowskich spółdzielni. Na krótko przed wyparciem Niemców z Częstochowy wyjechał na zachód.
Dalsze losy, w tym data i miejsce śmierci nieznane.